# Жамбильський сільський округ (Акжаїцький район)
Жамби́льський сільський округ (каз. Жамбыл ауылдық округі, рос. Жамбылский сельский округ) — адміністративна одиниця у складі Акжаїцького району Західноказахстанської області Казахстану. Адміністративний центр — село Жамбил.
Населення — 744 особи (2021; 987 у 2009, 1654 у 1999, 1859 у 1989).
Станом на 1989 рік існувала Джамбульська сільська рада (села Бітік, Болдирево, Булан, Джамбул, Дунгулюк). Село Булан ліквідовано 2011 року, село Донгелек — 2021 року.

## Склад
До складу округу входять такі населені пункти:
| Населений пункт  | Старі назви | Населення, осіб (1989) | Населення, осіб (1999) | Населення, осіб (2009) | Населення, осіб (2021) |
| ---------------- | ----------- | ---------------------- | ---------------------- | ---------------------- | ---------------------- |
| Бітік, село      | -           | 344                    | 342                    | 269                    | 189                    |
| Булан, село      | -           | 197                    | 163                    | 15                     | -                      |
| Донгелек, село   | Дунгулюк    | 193                    | 49                     | 36                     | -                      |
| Жамбил, село     | Джамбул     | 709                    | 675                    | 304                    | 234                    |
| Підстанція, село | -           | -                      | 0                      | -                      | -                      |
| Уштобе, село     | Болдирево   | 416                    | 425                    | 363                    | 321                    |